# Teatr Studyjny w Łodzi
Teatr Studyjny w Łodzi – teatr działający przy ul. Mikołaja Kopernika 8 w Łodzi. Od 1998 jest własnością Państwowej Wyższej Szkoły Filmowej, Telewizyjnej i Teatralnej im. Leona Schillera w Łodzi.

## Historia
Budynek mieszczący teatr powstał w 1870, a jej pierwszym właścicielem był August Michel. W czasie II wojny światowej gmach teatru uległ zniszczeniu. Pierwsze lata powojenne to okres ponownego rozkwitu placówki. W 1958 przekazano go na rzecz Teatru Ziemi Łódzkiej i powiązano z utworzoną w 1948 Państwową Wyższą Szkołą Filmową, Telewizyjną i Teatralną im. Leona Schillera. W 1983 teatr zmienił nazwę na Teatr Studyjny 83 im. Juliana Tuwima, a jego dyrektorem został Paweł Nowicki. W 1989 zastąpił go Andrzej Pawłowski, a następnie Zdzisław Jaskuła. W 1998 jako Teatr Studio oficjalnie stał się własnością PWSFTviT.

## Działalność
W teatrze realizowane są spektakle dyplomowe studentów PWSFTviT oraz własne projekty artystyczne. Przeprowadzane są również w jego wnętrzu egzaminy aktorskie.
Teatr posiada dwie sceny – dużą (120 osób) i małą (60 osób). Oprócz prezentacji spektakli dyplomowych dla publiczności placówka służy również jako przestrzeń dydaktyczna, a także miejsce, w którym realizowane są liczne projekty badawcze, artystyczne oraz wydarzenia kulturalne. Najważniejszym z nich jest Festiwal Szkół Teatralny realizowany corocznie przez PWSFTviT w Łodzi. Podczas wydarzenia prezentowane są spektakle dyplomowe studentów wydziałów aktorskich Akademii Teatralnej w Warszawie, Państwowej Wyższej Szkoły Teatralnej w Krakowie, Państwowej Wyższej Szkoły Teatralnej w Krakowie, Filia we Wrocławiu oraz PWSFTviT.

## Linki zewnęt
- Oficjalna strona Teatru Studyjnego (pol.)